# Monastero di San Filippo il Grande
Il monastero di San Filippo il Grande sorge a Messina, situato nelle vicinanze dell'omonima struttura sportiva e dell'autostrada, dalla quale è chiaramente visibile.
Fondato attorno al 1100 e legato a una grotta tradizionalmente nota come abitazione di San Filippo di Agira, si trova oggi in stato di rudere.

## Storia
Il monastero di San Filippo fu fondato attorno al 1100 e dichiarato esente da ogni potere, come testimoniato da un diploma concesso da Ruggero II nel 1145 all'egumeno Atanasio. L'edificazione si inserisce nell'obiettivo dei Normanni di ricristianizzare il Valdemone, per assicurare la regione al proprio controllo; questo compito viene affidato ai monaci, soprattutto di fede ortodossa, con la costruzione di 20 monasteri basiliani e alcuni benedettini. Il monastero di San Filippo era infatti un luogo strategico, da qui si controllavano monte e valle e al monastero era soggetto il santuario della Madonna di Dinnammare.
Il complesso religioso trova le sue origini nella grotta alle spalle della chiesa, scavata sull'affioramento di arenaria sulla quale sorge il monastero e oggi integrata nel monastero stesso. Secondo tradizione, in questa grotta avrebbe vissuto San Filippo di Agira, giunto qui dopo aver ricevuto gli ordini sacerdotali a Roma ed esser stato inviato a convertire i siciliani. L'epoca storica degli avvenimenti è dibattuta: secondo una revisione critica dei testi agiografici tradizionali, essa si collocherebbe tra il VII e l'VIII secolo.
Tra l'anno 1328 e tra il 1336 sono documentate numerose visite dell'archimandrita del San Salvatore Ninfo al monastero, che godette di numerosi privilegi.
A conferma di ciò il Bonfiglio scrive, nel 1606, nella sua opera "Messina Nobilissima" di "un'abbazia che per bellezza e comodità di stanze, per frescura di giardini e fontane, [...] per l'aere salubre, è tenuta per il più bel luogo, tra le altre abbadie di S. Basilio in Sicilia".
Nel 1783, il monastero subisce gravi danni a causa del terremoto e successivamente subisce un'importante ristrutturazione in stile tardo barocco, mantenendo una discreta parte delle strutture di epoca normanna.
Il monastero visse così un altro secolo di vita, aiutando anche i patrioti dei moti del 1848 e i garibaldini nel 1860 fornendo asilo e assistenza medica, fino al 1866, quando il fabbricato fu confiscato e messo all'asta dal neonato regno d'Italia, in linea con la politica di quel periodo. Acquistato da Gaetano Alessi, lo trasformò nella sua residenza con 25 stanze, palmenti ed altri opifici agricoli.
All'inizio degli anni ottanta del Novecento il monastero fu acquistato dal comune di Messina, per adibirlo ad attività culturali, anche se il progetto non fu mai realizzato ed il monastero abbandonato, divenendo preda di spoliazioni ed atti vandalici.
Ad oggi, il monastero si presenta in forma di rudere. Nonostante il degrado, il complesso monastico mantiene un grande valore, storico, artistico culturale e spirituale ed è stato oggetto di iniziative per sollecitarne il recupero.